# La Ribera de Salamanca
La Ribera (más conocida como Las Arribes) es una subcomarca de la comarca de Vitigudino, en la provincia de Salamanca, y en la comunidad autónoma de Castilla y León, España. Sus límites no se corresponden con una división administrativa, sino con una demarcación histórico-tradicional y geográfica. Se trata de una de las comarcas más singulares de la provincia, a nivel de cultura y tradiciones.

Desde el punto de vista morfológico se caracteriza por las "arribes", arribes que han servido también para denominar a esta comarca, indistintamente llamada La Ribera o Las Arribes, aunque este último nombre sea empleado preferiblemente por los geógrafos.
Las comarcas históricas y actuales de la provincia de Salamanca (1976), Antonio Llorente

## Geografía

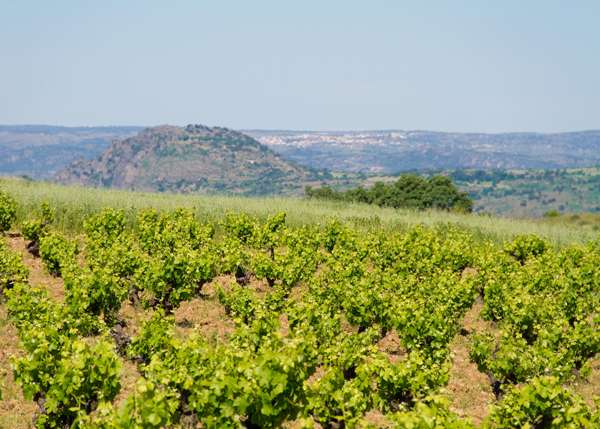
Vides en Corporario de la Ribera

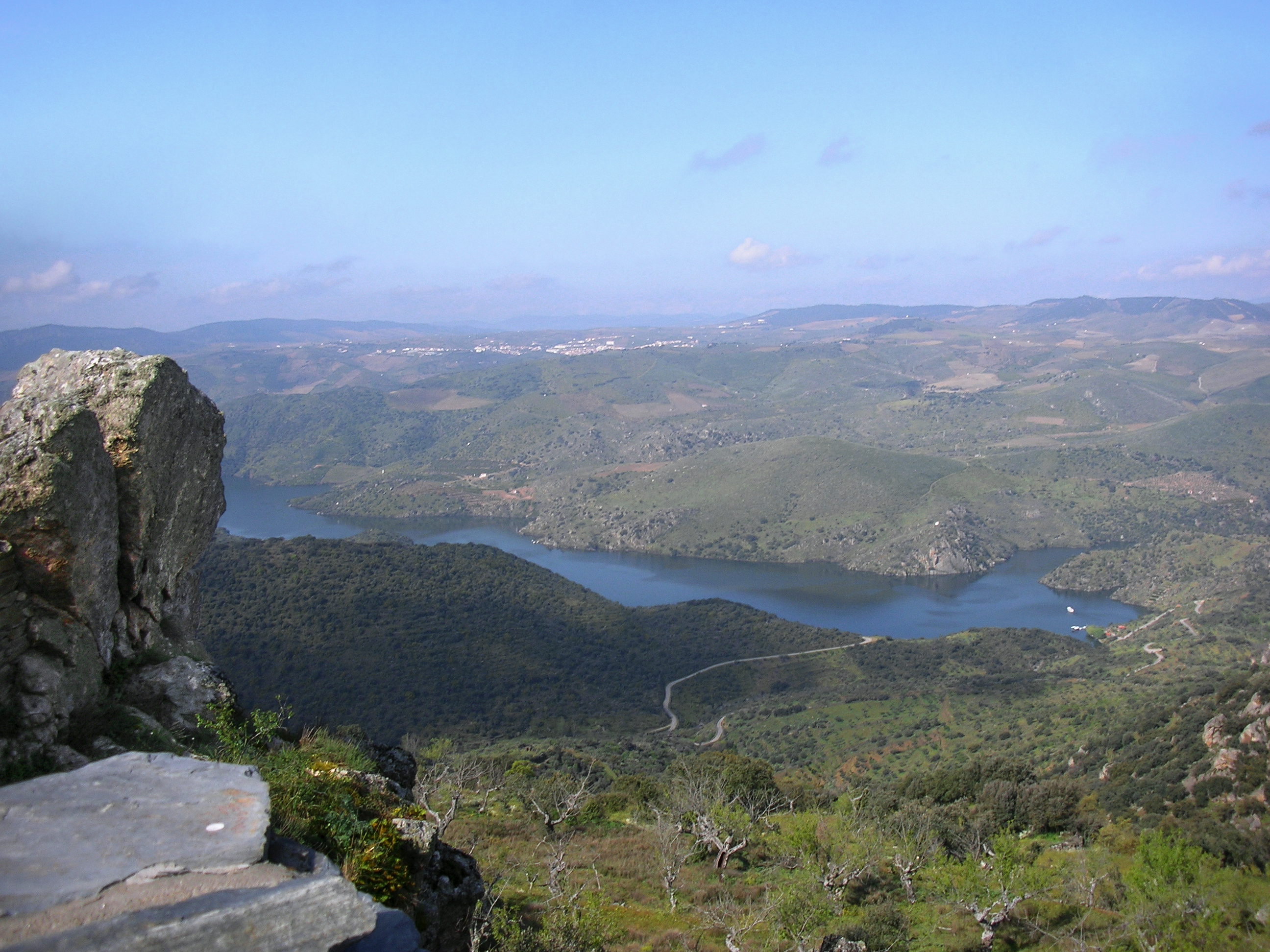
Vista del Duero desde el mirador del Castillo, en Vilvestre de la Ribera

La Ribera está situada al noroeste de la provincia de Salamanca, en la comarca de Vitigudino. Ocupa una superficie de 283,63 km², con un relieve muy accidentado. El lugar de menor altitud es el Salto de Saucelle (116 m s. n. m.) y el más alto el cerro de Homomula con (791 m s. n. m.) en Vilvestre.
Su paisaje se caracteriza en primer lugar por las famosas arribes del Duero, del Huebra, del Tormes y del río de las Uces. Son una geografía de valle que presenta una zona de depresión o de altitud más baja y otra de penillanura o de altitud más elevada. En algunos puntos, sobre todo en la zona de la presa de Aldeadávila, existen desniveles de hasta 400 m de altitud entre las dos zonas. Los ríos discurren por la parte más baja mientras que las poblaciones suelen estar sobre la penillanura, sólo los poblados del Salto de Aldeadávila y del Salto de Saucelle están a cotas bajas.

### Demarcación
Comprende 7 municipios: Aldeadávila, Masueco, Mieza, Pereña, Saucelle, Villarino de los Aires y Vilvestre.
Todos estos términos municipales también forman parte (total o parcialmente) del denominado parque natural de Arribes del Duero. Se considera a Aldeadávila de la Ribera como el centro neurálgico o capital de toda la comarca. Al término municipal de Villarino de los Aires se le anexionó en 1974 el territorio de Cabeza de Framontanos, pueblo perteneciente a la comarca de La Ramajería.
Limita con Portugal al oeste y al norte, con La Ramajería al este y con El Abadengo al sur.
| Noroeste: Portugal    | Norte: Portugal   | Nordeste: Sayago (Zamora) |
| Oeste: Portugal       |                   | Este: La Ramajería        |
| Suroeste: El Abadengo | Sur: La Ramajería | Sureste: La Ramajería     |

## Historia

### Prehistoria

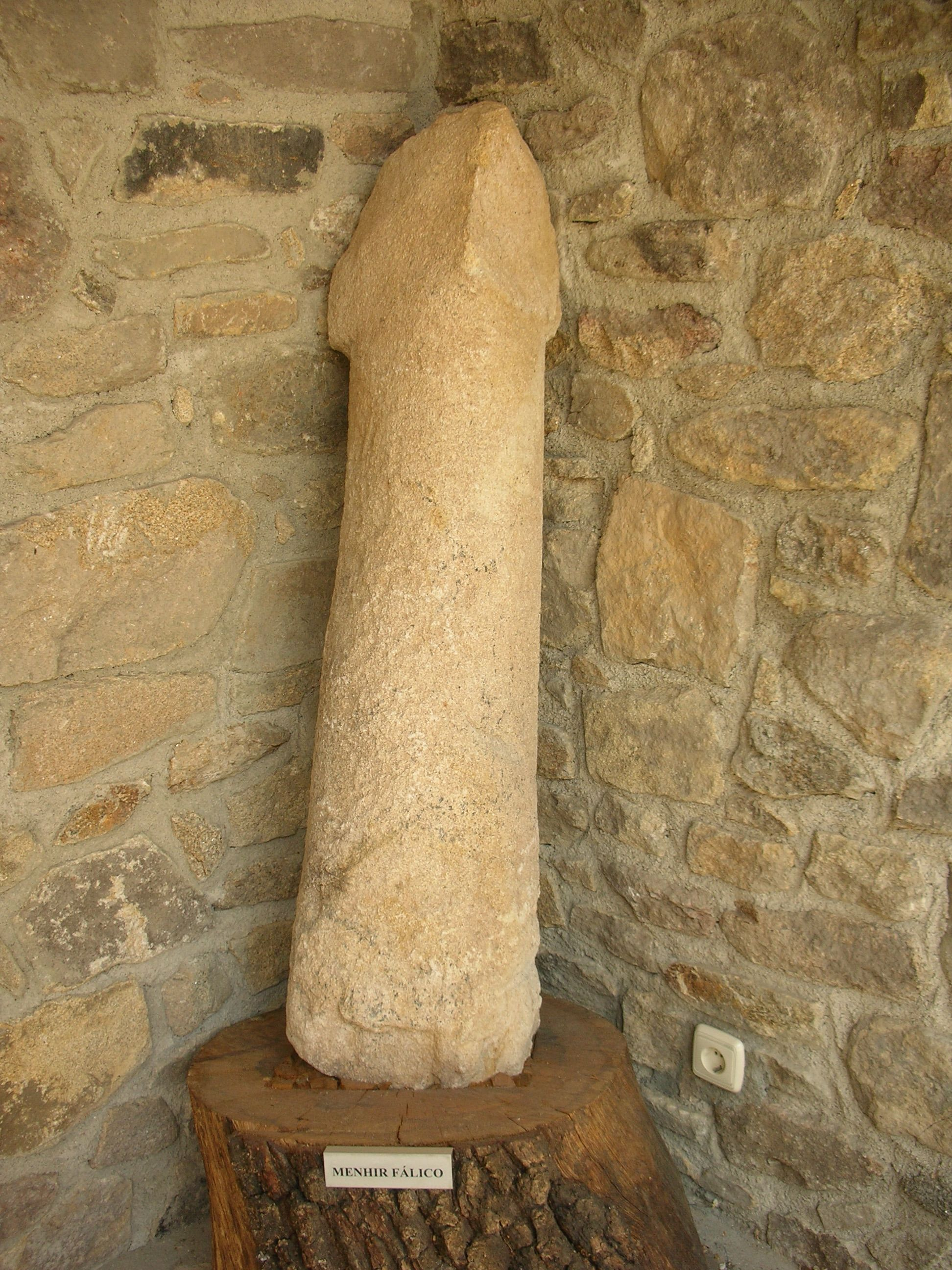
Menhir fálico en el Museo de Vilvestre

Los orígenes poblacionales de la comarca se remontan a la Prehistoria, hecho que corroboran un menhir fálico y el yacimiento arqueológico del Castillo de Vilvestre, lugar en el que se hallaron pinturas rupestres y un taller neolítico que algunos expertos consideran el más importante de España. De esta época son también las hachas pulimentadas y pinturas rupestres (denominadas La Procesión) encontradas en la zona del Agua Santa en Saucelle.
Asimismo, cabe destacar la antigua existencia de un castro vetón en el Teso de San Cristóbal de Villarino de los Aires, atestiguándose así la presencia humana en la comarca antes de la llegada de los romanos.

### Edad Media
No obstante, pese a haberse atestiguado la presencia humana en la comarca antes de época medieval, la fundación de las actuales localidades de la comarca se remonta a la repoblación efectuada por los reyes de León en la Edad Media, pasando a ser fronteriza la comarca en 1143, tras la independencia del Condado Portucalense del Reino de León (que dio lugar al Reino de Portugal), hecho que cobró especial trascendencia para la zona, donde los monarcas leoneses erigieron castillos en Vilvestre, Mieza, Aldeadávila, Masueco y Pereña, así como en el cercano Barruecopardo, de cara a defender la frontera leonesa de posibles ataques portugueses.

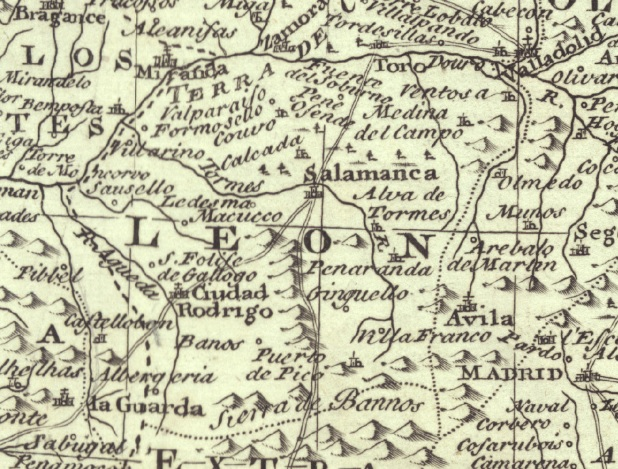
Detalle del mapa A new & accurate map of Spain and Portugal, realizado en 1780 por Eman Bowen, en el que pueden observarse Villarino y Saucelle

Por otro lado, en el año 1161 la comarca pasó a pertenecer al concejo de Ledesma tras la creación del mismo y la otorgación de un fuero propio para dicha villa por parte de Fernando II de León.
Posteriormente, en 1192, la localidad de Vilvestre fue donada al Arzobispado de Santiago por el rey Alfonso IX de León, monarca que donó también Saucelle a la Orden de Santiago a finales del siglo XII, pasando a pertenecer a la diócesis de León de Santiago, la cual agrupaba los territorios leoneses de la Orden de Santiago hasta su disolución por orden papal en 1873.
Más tarde, en el siglo XV, la comarca de La Ribera, como la mayor parte del territorio histórico leonés, tomó partido por Juana la Beltraneja, en la guerra civil abierta entre ésta e Isabel la Católica por los tronos de León y de Castilla, estando defendido el castillo de Vilvestre por las tropas juanistas hasta la derrota de dicho bando, siendo en el siglo XVII definitivamente arruinada esta fortaleza en el ataque que las tropas portuguesas hicieron a la localidad dentro de la Guerra de Restauración portuguesa (1640-1668).

### Edad Moderna
En cuanto a las subdivisiones internas del Condado de Ledesma, en 1500 se estructuraba en seis Rodas, situándose en la comarca la cabecera de dos de ellas, las de Villarino y Mieza, si bien hacia 1534 la de Villarino se había subdividido, creándose la de Masueco. Cada roda tenía derecho a un escribano de número para celebrar escrituras públicas, lo que nos habla ya de una población no solamente pechera.

### Edad Contemporánea

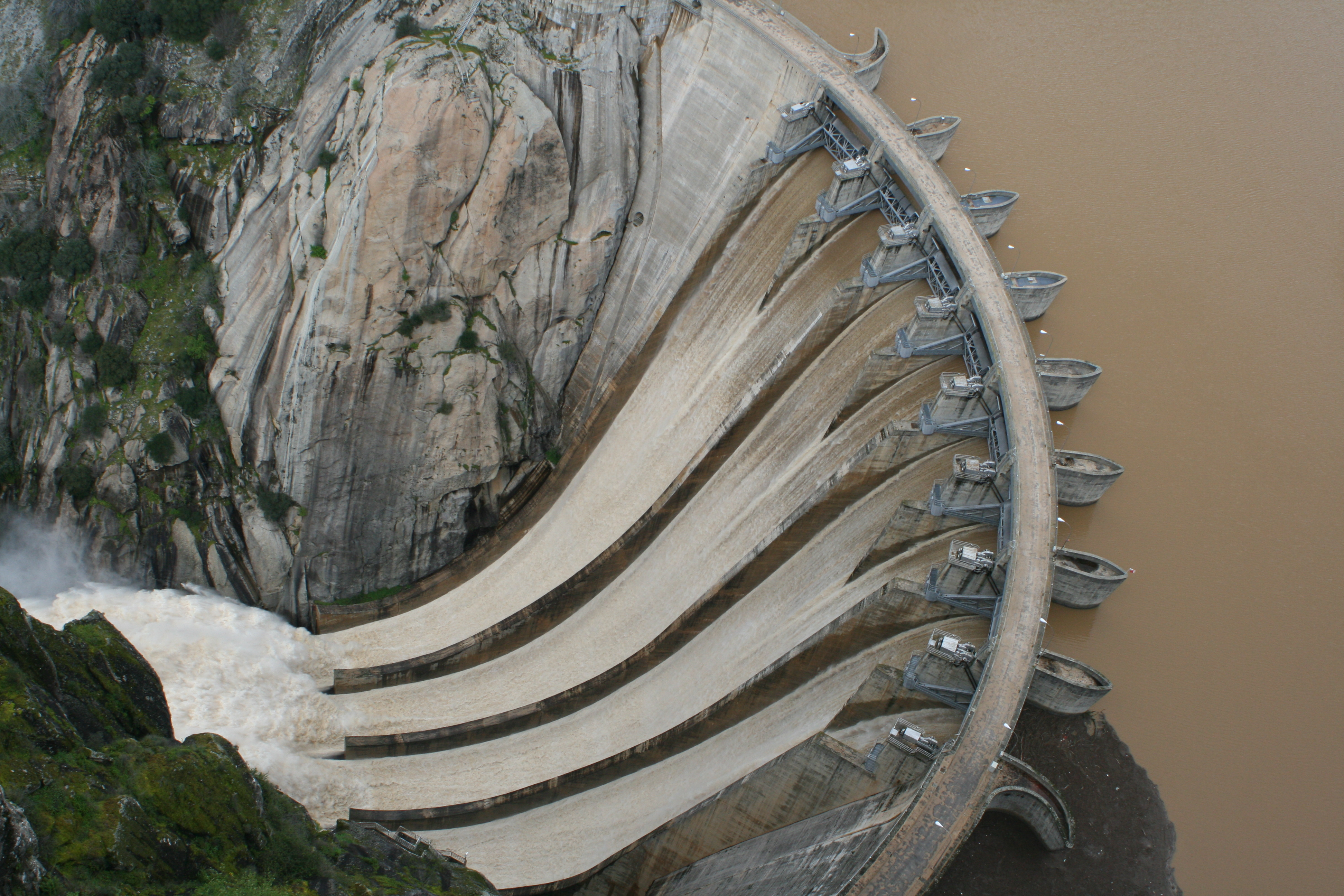
La presa de Aldeadávila desembalsando

Ya en la Edad Contemporánea, con la creación de las actuales provincias en 1833, la comarca quedó encuadrada en su totalidad dentro de la provincia de Salamanca y de la Región Leonesa.
Económicamente, tuvo un gran impacto en la zona la plaga de filoxera que atacó los viñedos de Villarino en torno a 1890, y que produjo un importante movimiento de emigración desde esta localidad hacia la isla de Cuba, fundándose en 1919 el «Club Villarino» de La Habana como lugar de encuentro para los inmigrantes de esta localidad.
Por otro lado, el famoso escritor bilbaíno Miguel de Unamuno era un enamorado de estas tierras, que visitó al menos en dos ocasiones. La primera de ellas fue en marzo de 1898 a modo de retiro espiritual. Llegó a Masueco para visitar el Pozo de los Humos. Se acercó a las arribes del Duero en Aldeadávila y quiso contemplar las ruinas del Convento de La Verde. También visitó Vilvestre, donde dijo poder contemplar una de las mejores puestas de sol de todas las que había visto. Habló con gran cariño de todos estos lugares en el relato (1898) que mandó a la revista bilbaína Ecos Literarios.
Finalmente, cabe destacar la construcción de las grandes presas en el río Duero a mediados del siglo XX. Así, en 1956 se inauguró la presa de Saucelle, siguiendo el mismo camino de la Aldeadávila en 1964 y la de Almendra en 1970 (cuya central eléctrica se sitúa en Villarino), hechos que marcaron un antes y un después para la comarca.

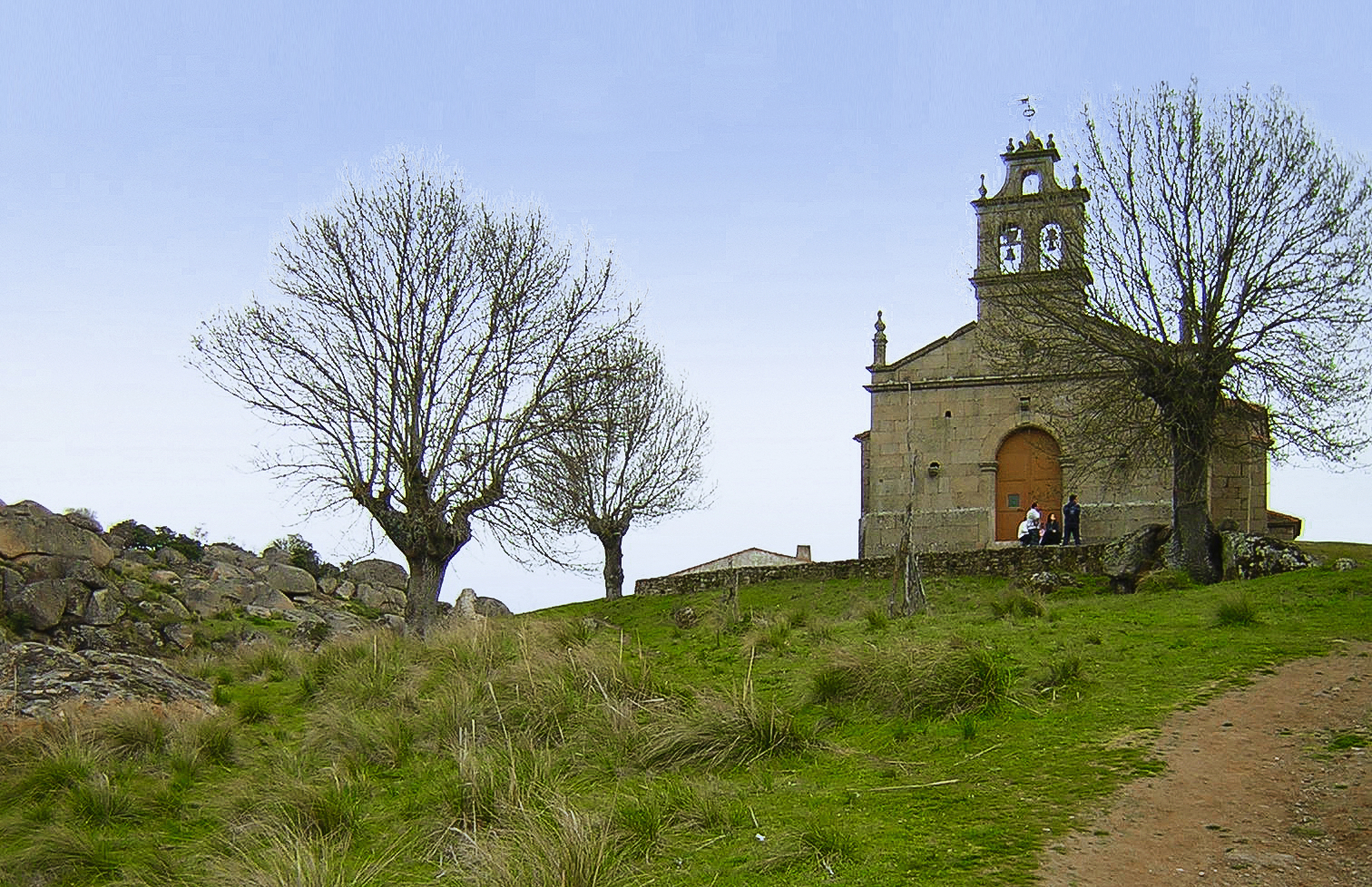
Ermita de Nuestra Señora del Castillo, en Pereña de la Ribera, lugar de peregrinación de toda la comarca

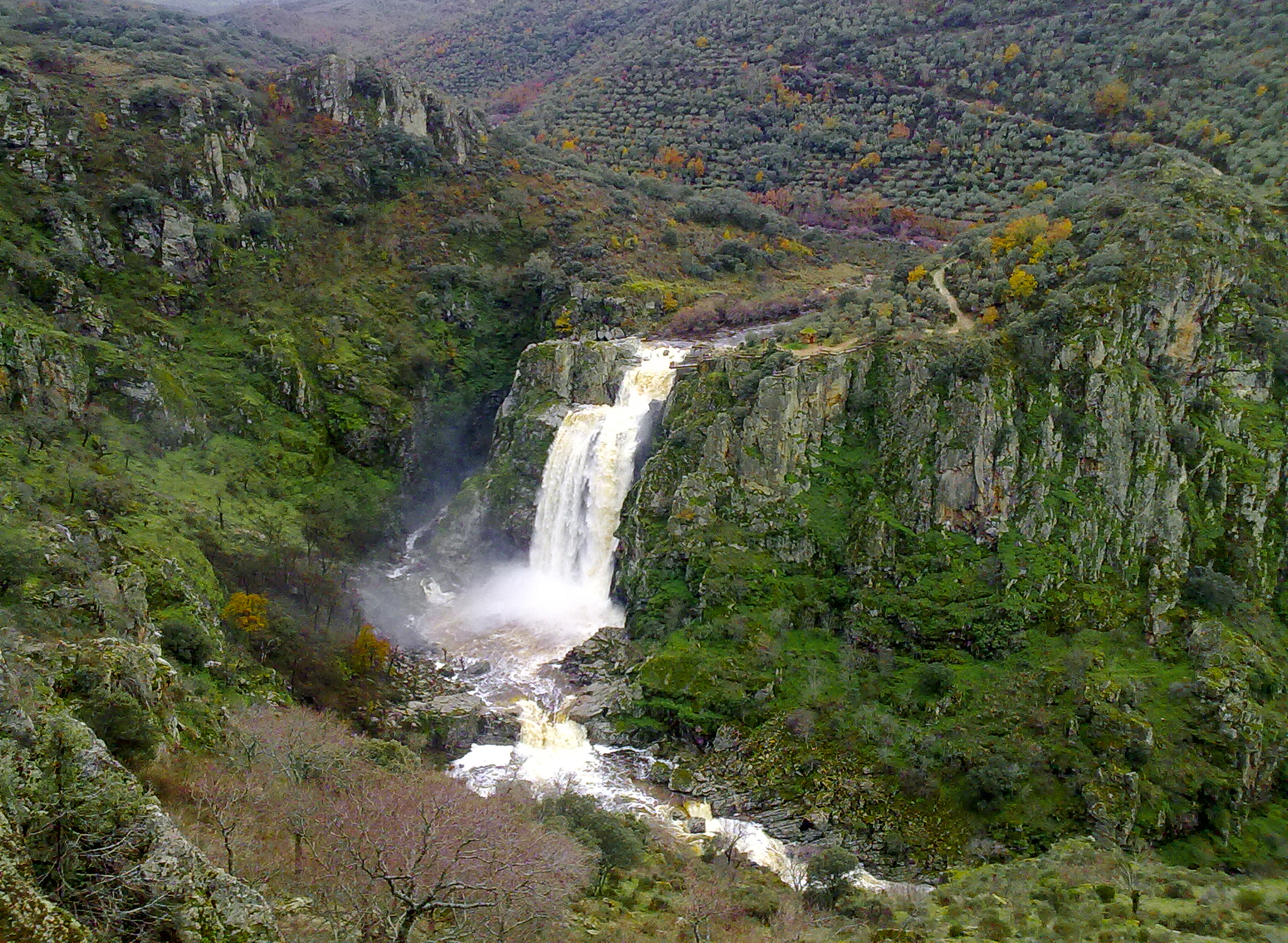
Pozo de los Humos, en las arribes del río Uces, entre los municipios de Masueco y Pereña de la Ribera

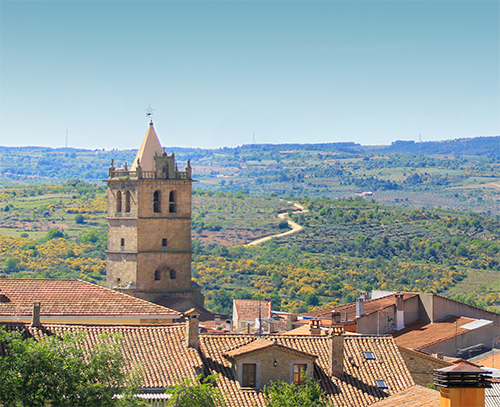
Aldeadávila, la capital comarcal

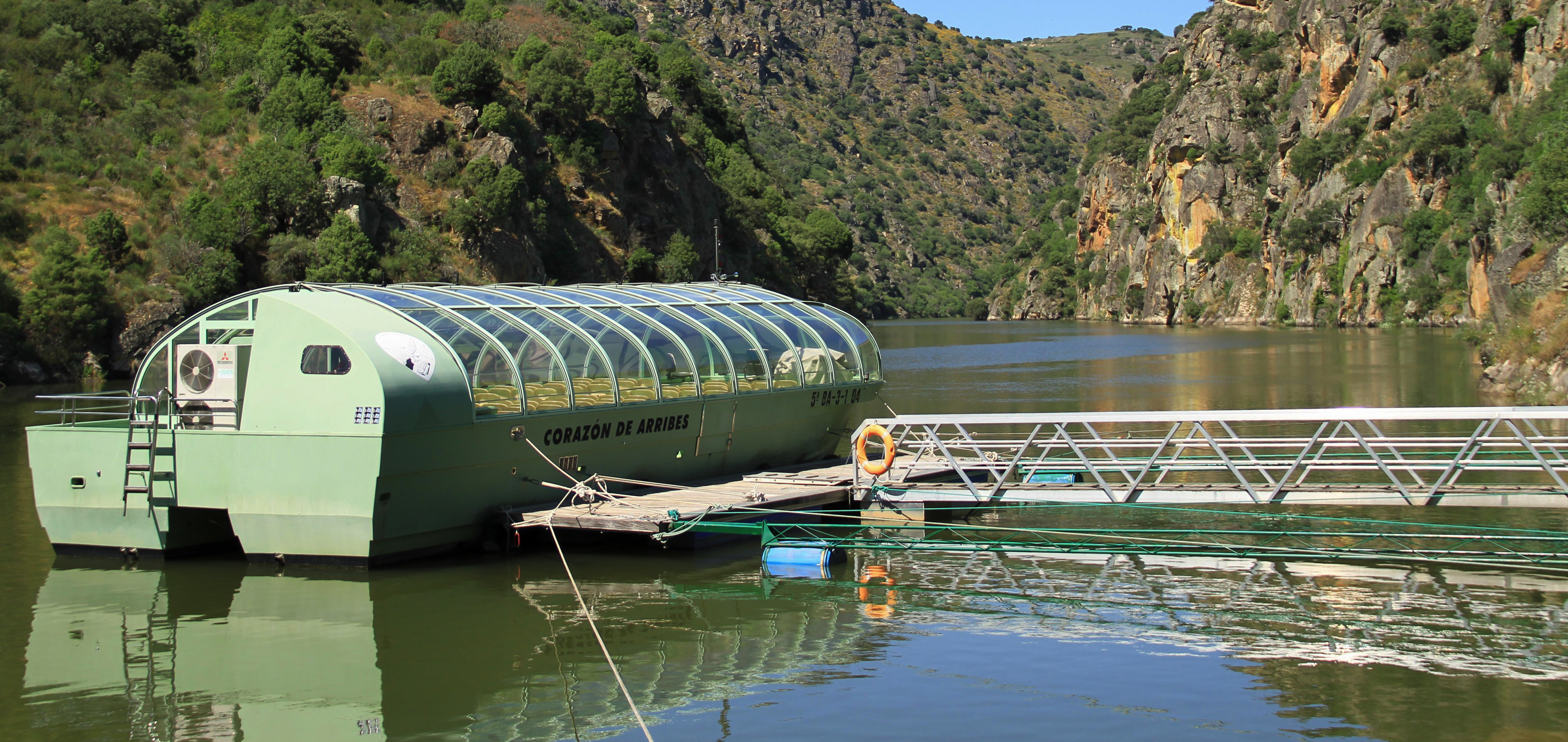
Barco Corazón de Arribes, en la Playa del Rostro, Corporario

## Cultura

### Habla
En esta zona se habla mayoritariamente castellano pero existe una profunda y arraigada influencia del leonés, ya que antiguamente se utilizaba como lengua vehicular un dialecto de este, el habla riberana. Su actual estado es de una degradación profunda, situándose al borde de la desaparición. Por otro lado, importantes filólogos han resaltado la pervivencia de importantes rasgos propios del leonés en la provincia de Salamanca, como el catedrático y académico de la RAE Julio Borrego Nieto, la profesora de la Universidad de Extremadura Pilar Montero, o Miguel de Unamuno, que en «Andanzas y Visiones Españolas» afirmaba que «esta ciudad y región en que vivo, Salamanca, perteneció al Reino de León y leonesas son las particularidades de su habla popular».
En el caso de Las Arribes todavía son abundantes las palabras, giros y expresiones propios del leonés en el habla cotidiana, siendo más abundantes cuanto mayor es la edad del hablante, hecho que llevaba al catedrático Antonio Llorente Maldonado a calificarla como un habla «De eminente carácter dialectal leonés occidental, con abundantes rasgos arcaizantes».
Vocablos leoneses todavía relativamente fáciles de escuchar pueden ser «abondo» en lugar de «bastante», «escurecer» en lugar de «oscurecer», «galbana» en lugar de «pereza», «por cima» en lugar de «por encima» o «pingar» en lugar «gotear», entre otros.
Se han realizado numerosos estudios y documentos sobre la variedad del lenguaje de la comarca, tales como el «Estudio sobre el habla de la Ribera: (Comarca salmantina ribereña del Duero)» o «Seis jornadas de encuesta dialectal en Las Arribes del Duero», del lingüista Antonio Llorente.
La canción del «burro del tío Silguero», especialmente conocida como la del famoso «burro de Villarino», es el principal exponente de la lengua tradicional de la zona. Este animal, muy representativo de las arribes, está esculpido junto con la canción frente a las escuelas del pueblo.
| Ya se muriú el burru que acarraba la vinagre, ya lo lleviú Dius de esta vida misarabre. Que tu ru ru ru rú que tu ru ru ru rú, Que tu ru ru ru rú que tu ru ru ru rú. El era valienti el era muinu, el era el aliviu de todu Villarinu. | Que tu ru ru ru rú que tu ru ru ru rú, Que tu ru ru ru rú que tu ru ru ru rú. Estiró la pata arrugó el hocico, con el rabo tieso decía "Adiós Perico". Que tu ru ru ru rú que tu ru ru ru rú, Que tu ru ru ru rú que tu ru ru ru rú. | Todas las vecinas fueron al entierro, la tía María tocaba el cencerro. Que tu ru ru ru rú que tu ru ru ru rú, Que tu ru ru ru rú que tu ru ru ru rú. ...el burru de Villarinu |

### Arquitectura

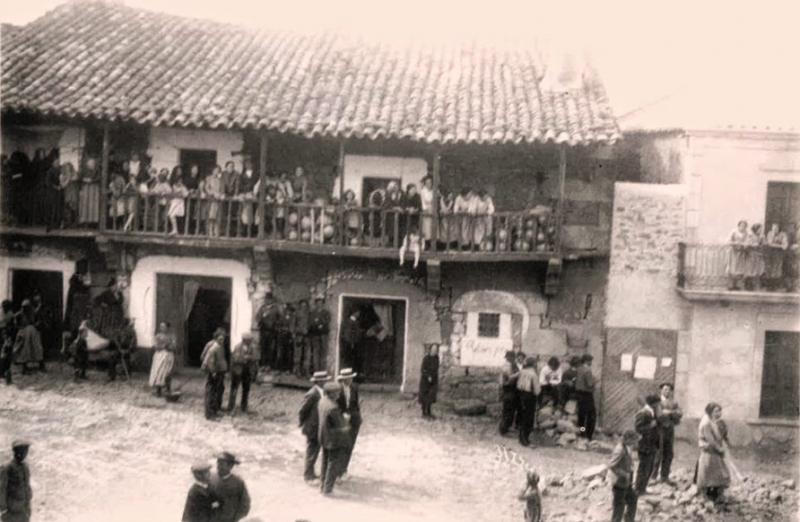
Antigua casa del concejo de Aldeadávila, ejemplo de la arquitectura tradicional revirana, en 1923

La existencia de una arquitectura tradicional propia de la comarca es uno de los aspectos en los que se percibe su fuerte identidad cultural.
Las viviendas existentes suelen ser de pequeño tamaño puesto que debido a las cuestas y pendientes características del relieve de la comarca, en la mayoría de los pueblos no existen grandes espacios urbanos donde poder edificar grandes construcciones horizontales.
La típica casa riberana presenta una fachada de pared única ya que se sitúa junto a otras edificaciones adyacentes. Dos formas estéticas son muy características, pintada de blanco (antiguamente con cal) o con la mampostería de piedra al descubierto. Del segundo piso sobresale un gran balcón característicamente adornado con macetas de flores que protege de la lluvia a la puerta principal, inmediatamente debajo. Junto a ella suele haber un «poyo» o asiento. En algunos casos en lugar del balcón existe una ventana adornada con dos «morillos» o piedras a modo de alféizar.
Con el paso de los años el interior de las viviendas ha ido evolucionado hacia una disposición más moderna pero en lo referente a la apariencia exterior, los pueblos con arquitectura tradicional definitoria buscan siempre mantener la estética de antaño para atraer el turismo.

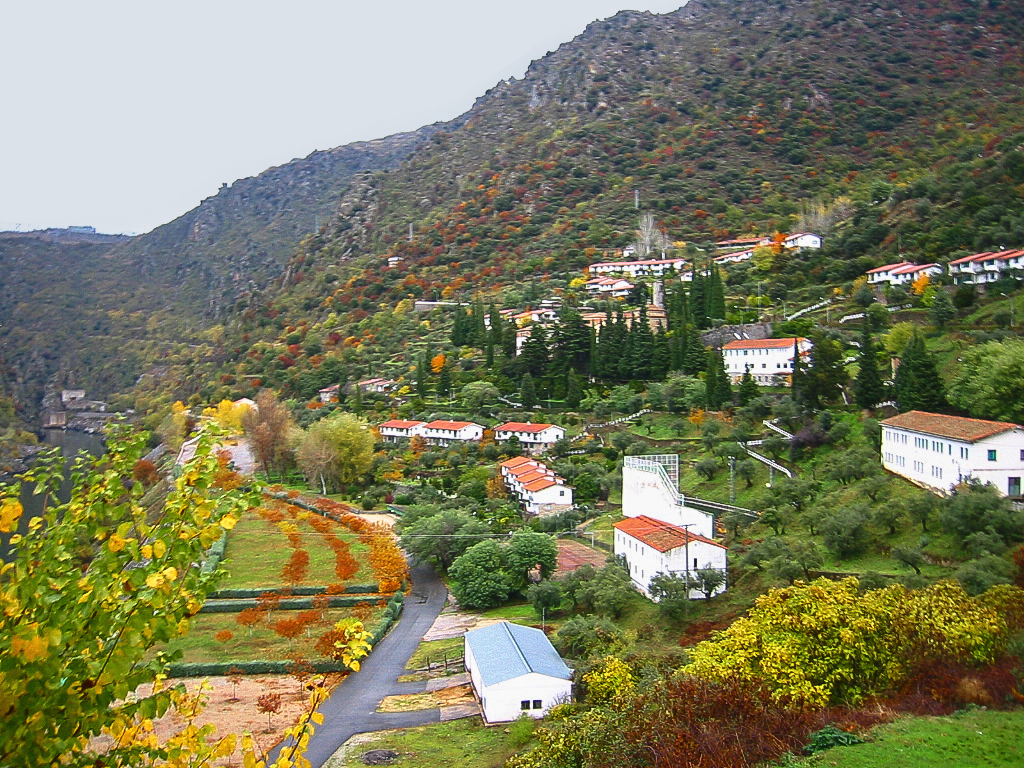
Poblado del Salto de Aldeadávila

Antiguamente el interior del primer piso de la casa estaba normalmente organizado por un «portal» o vestíbulo que daba acceso a las distintas estancias de este nivel. Dentro de este espacio se disponían la escalera y distintas puertas que daban acceso al comedor o sala de estar (evidente síntoma de modernización para aquella época) y a la cocina, con su despensa, en la que destacaba imponente una gran chimenea de campana que ocupaba la mitad de la estancia. También en la primera planta podía existir una cuadra para el burro o una bodega apenas sobreexcavada. Ésta era y es todavía fácilmente perceptible desde la calle ya que siempre presenta una puerta de madera enrejada en su parte superior para permitir la aireación y ventilación del proceso de fermentación de la uva. Las paredes se hacían de mampuesto sobre mortero de cal, soportaban el peso de la vivienda con la ayuda de la viguería del techo. Todas las habitaciones eran encaladas por razones de habitabilidad e higiene.
Al subir a la planta superior existía un espacio parecido al «portal» (lo que hoy llamaríamos pasillo) desde el que entrábamos a una habitación con vistas a la calle por la fachada. En ella se colocaban una o dos «alcobas», camas separadas por unas cortinas y unos tabiques estrechos. Siguiendo la escalera se subía al «chilla» o «sobrao», un espacio diáfano que se utilizaba para almacenar la cosecha y/o los embutidos.
En Villarino era común dedicar la primera planta al uso exclusivo de pocilgas, cuadras, pajares y/o bodegas. Por este motivo, las casas que se organizaban de esta manera presentaban un exterior distinto. En lugar del imponente balcón, tenían dos puertas en fachada, una para la primera planta y otra para la segunda, la zona habitable, a la que se accedía por una escalera exterior desde la calle. En estos casos, la planta superior además de acoger la habitación con vistas a la calle y la escalera de acceso al «sobrao», también albergaba la cocina y su despensa.

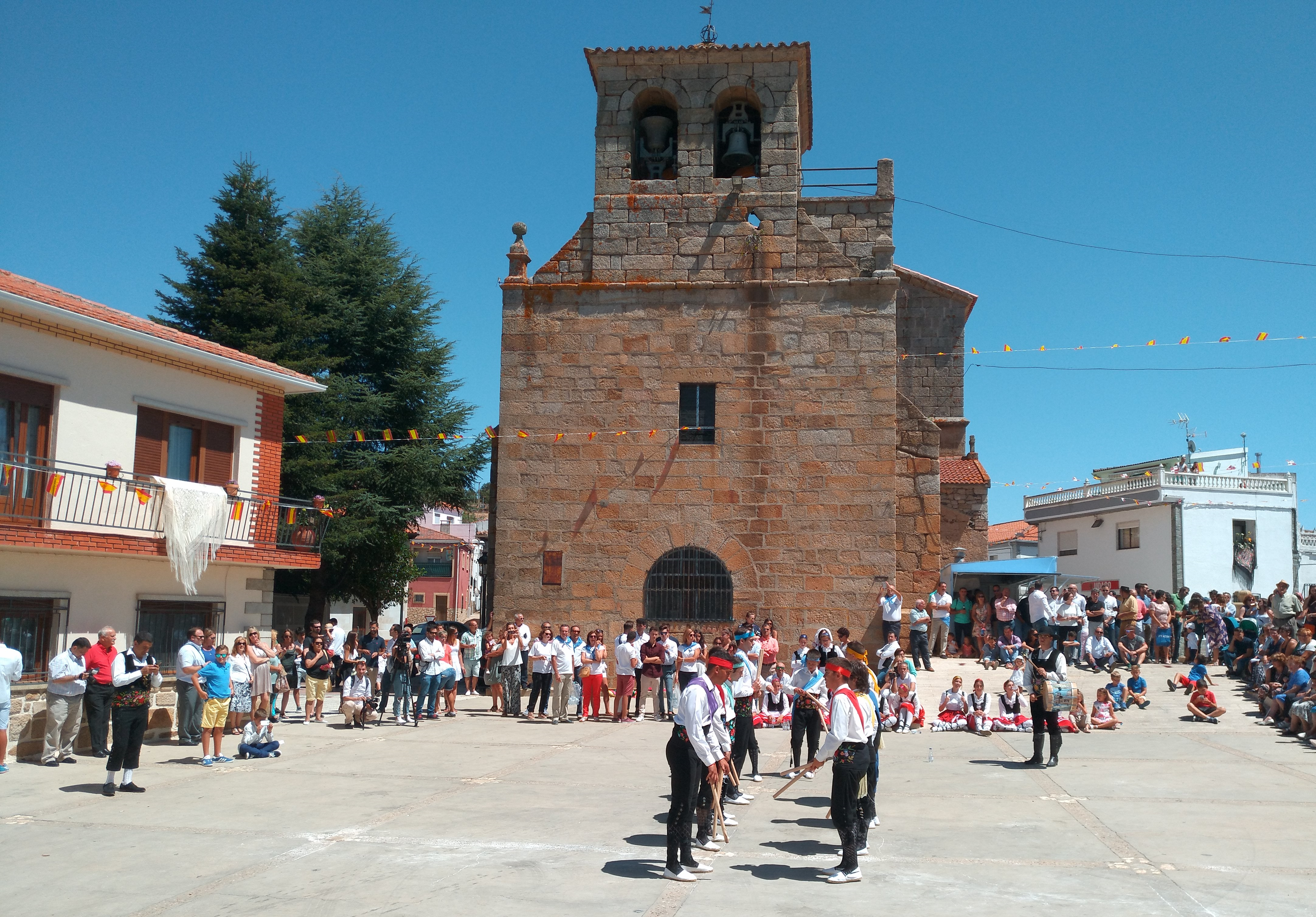
Paloteo en la plaza de Saucelle

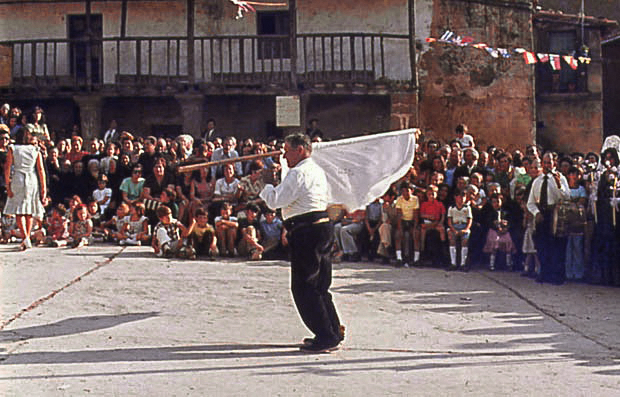
Baile de la bandera en Mieza

En el campo son muy característicos los chozos y las cortinas. Los chozos son construcciones abovedadas, de planta circular, que servían para refugiar de la lluvia a los pastores a los que les sorprendía en mitad del campo. Las cortinas, muy representativas del paisaje, son fincas de aprovechamiento agrícola y/o ganadero que están delimitadas por característicos muretes de piedra.

### Traje
La comarca de La Ribera tenía un traje de festividades propio, distinto al tradicional del Campo Charro.
El de los hombres estaba compuesto por una blusa muy bordada, faja, calzón, botas y sombrero de ala.
El de las mujeres estaba compuesto por una falda de volantes, pañuelos de manila y muchos collares.

### Fiestas
Todos los 14 de mayo se celebra el día de la Virgen del Castillo en el cerro de la ermita de Nuestra Señora del Castillo de Pereña de la Ribera. Todos los pereñanos peregrinaban y continúan peregrinando hasta la ermita para pasar el día allí en compañía de familia y amigos. Esta tradición era especialmente seguida antiguamente puesto que iban en burro muchas personas de otros pueblos de Las Arribes y otras comarcas.
El baile de la bandera era y es una tradición muy extendida. El más conocido es el de Hinojosa de Duero. Entre las localidades riberanas que lo celebran están Mieza y Vilvestre. Representaba la forma de celebrar la victoria en una batalla, hoy se trata de patrimonio cultural singular. 
Entre las celebraciones más populares hoy en día son los festejos taurinos, se celebran corridas y encierros en la mayoría de los pueblos.

## Demografía
| Gráfica de evolución demográfica de La Ribera entre 1900 y 2019                                                                                               |
| |
| Población de derecho (1900-1991) o población residente (2001, 2010) según los censos de población del INE Población según el padrón municipal de 2021 del INE |

En los años 60 se dio en la comarca un importante aumento de población debido a la gran cantidad de gente que vino a trabajar en las obras de construcción de la presa de Aldeadávila y la presa de Saucelle. Por este motivo, en toda la zona y en especial en Aldeadávila de la Ribera y Saucelle de la Ribera se percibió un considerable aumento demográfico. Iberduero construyó los poblados del Salto de Aldeadávila y del Salto de Saucelle para albergar a ingenieros y obreros. La inmensa mayoría de ellos se marcharon en cuanto acabaron las obras, motivo por el que hoy en el primero sólo viven hoy unas pocas personas. El segundo corrió la misma suerte pero hoy se ha reconvertido como complejo turístico.
En los años 70, se construyó la presa de Almendra, así como su central hidroeléctrica, situada en Villarino. Como en las otras ocasiones la población creció. Iberduero construyó poblados para albergar mano de obra, concretamente los de Santa Catalina y La Rachita. En este caso la curva de incremento demográfico puede resultar engañosa puesto que este municipio también infló censo al anexionarse en 1974 la localidad de Cabeza de Framontanos. Aldeadávila de la Ribera también agrandó su término municipal, en 1972 incorporó a Corporario.
Sólo durante esos años se vio un proceso de crecimiento demográfico. Desde entonces se percibe una evolución continuamente negativa en el número de habitantes de todas las localidades de la comarca. Esto se debe principalmente a que a partir de esa época se produjo el boom de la emigración de la juventud hacia las ciudades. A pesar de esto, se podría decir que el descenso no fue tan acentuado como en otras comarcas de la provincia. Esto se debió principalmente a la existencia de mejores condiciones climáticas para el sembrado de cultivos respecto a otras zonas.

## Administración y política

### Alcaldías (elecciones municipales)
| Municipio   | Alcalde                      | Partido Político          |
| ----------- | ---------------------------- | ------------------------- |
| Aldeadávila | Florentino García Valladares | PP                        |
| Masueco     | Ventura Jiménez Rodríguez    | PP                        |
| Mieza       | Ismael García Carreto        | PP                        |
| Pereña      | Luis Rodríguez Herrero       | PSOE                      |
| Saucelle    | David Sánchez Sánchez        | PP                        |
| Villarino   | Julián Martín Jiménez        | PP                        |
| Vilvestre   | Juan Ángel Gorjón Martin     | Alternativa por Vilvestre |

### Elecciones autonómicas
| Partido Popular (PP)                                   | 742 | 39,6 % |
| Partido Socialista Obrero Español (PSOE)               | 701 | 37,4 % |
| Vox                                                    | 253 | 13,5 % |
| Ciudadanos-Partido de la Ciudadanía (Cs)               | 64  | 3,4 %  |
| Unión del Pueblo Leonés (UPL)                          | 31  | 1,7 %  |
| Unidas Podemos (Podemos-IU-AV)                         | 28  | 1,5 %  |
| España Vaciada                                         | 24  | 1,3 %  |
| Partido Comunista de los Trabajadores de España (PCTE) | 10  | 0,5 %  |
| Partido Animalista Contra el Maltrato Animal (PACMA)   | 3   | 0,2 %  |
| Partido Regionalista del País Leonés (PREPAL)          | 2   | 0,1 %  |
| Por Un Mundo Más Justo (PUM+J)                         | 1   | 0,1 %  |
| Volt                                                   | 1   | 0,1 %  |
| Tú Aportas Béjar (TAB)                                 | 1   | 0,01 % |
| Partido Castellano-Recortes Cero (PCAS-TC-RC)          | 1   | 0,01 % |